# Мийна Кумари
Мийна Кумари (на хинди: मीना कुमारी, на английски: Meena Kumari), с рождено име Махджабин Бано (на английски: Mahjabeen Bano), е индийска актриса.

## Биография
Кумари е родена на 1 август 1932 г. в Бомбай, Британска Индия в семейството на музиканта Али Бакш и танцьорката Икбала Бегум. Има две сестри.
Между 1939 и 1972 г. Мийна се появява в 99 филма. Наградена е с наградата Filmfare 4 пъти и номинирана 8 пъти. Често е наричана в медиите и литературните източници „Кралицата на трагедията“ заради драматичните си роли и живот.
От 1952 до 1964 г. Мийна е омъжена за актьора и режисьор Камал Амрохи (1918 – 1993).
Умира в Бомбай на 31 март 1972 г. на 39-годишна възраст от цироза на черния дроб. По желание на съпруга ѝ тя е погребана в гробището Рехматабад в Мумбай.
Надгробният ѝ камък е изписан с фразата: „Тя завърши живота си със счупена цигулка, със счупена песен, с разбито сърце, но без нито едно съжаление“. Камал Амрохи, след смъртта си през 1993 г., е погребан до нея.

## Избрана филмография
- 1951 – Вълшебната лампа на Аладин / Hanumaan Pataal Vijay
- 1952 – Байджу Бавра / Baiju Bawra – Гаури, дъщеря на лодкар
- 1953 – Женен / Parineeta – Лалита
- 1953 – Две големи земи / Do Bigha Zamin – thakurain (земевладелец, господарка, любовница)
- 1953 – Пътека / Foot Path – Мала
- 1955 – Азад / Azaad – Шобха
- 1957 – Шарада / Sharada – Шарада Рам Чаран
- 1959 – Собствено дете / Chirag Kahan Roshni Kahan – Ратна
- 1959 – Четири пътя / Char Dil Char Raahein – Shavli
- 1962 – Аарти / Aarti – лекар Аарти Гупта
- 1962 – Господар, дама и слуга / Sahib Bibi Aur Ghulam – Джоти Баху
- 1964 – Беназир / Benazir – Беназир
- 1964 – Песен за любовта / Gazal – Нааз Ара Бегум
- 1965 – Сенки / Kaajal – Мадхави
- 1965 – Пурнима / Purnima – Пурнима
- 1966 – Цвете и камък / Phool Aur Patthar – Шанти Деви
- 1967 – По-млада снаха / Majhli Didi – Хема
- 1970 – Обратен ход / Jawab – Видя
- 1971 – Бандит / Dushmun – Малти
- 1971 – Looking for you / Mere Apne — Ананди Деви / Ааджи
- 1972 – Куртизанка / Pakeezah — Наргис / Сахибан
- 1972 – Дар Гомати / Gomti Ke Kinare — Ганга

## Награди и номинации

### Награда Filmfare за най-добра актриса
Победител (4):
- 1954 – „Байджу Бавра“[5][6]
- 1955 – „Женени“[5]
- 1963 – „Господар, дама и слуга“[5][6]
- 1966 – „Сенки“[5][6]

Номинации (8):
- 1956 – „Азад“
- 1959 – Сахара
- 1960 – Чираг Кахан Рошни Кахан
- 1963 – Aarti[6]
- 1963 – Главен Chup Rahungi[6]
- 1964 – Dil Ek Mandir[6]
- 1967 – „Цвете и камък“[6]
- 1973 – „Куртизанка“ (номинация посмъртно)

### Награда на Бенгалската асоциация на филмовите журналисти
Bengal Film Journalists' Association Awards в категорията „Най-добра актриса“
- 1963 – Aarti
- 1965 – Dil Ek Mandir
- Специална награда: „Куртизанка“